# シドニー・トレインズ
シドニー・トレインズ（英語：Sydney Trains）は、オーストラリア・ニューサウスウェールズ州のシドニー都市圏で近郊鉄道を運行している鉄道公社である。州政府のen:Transport for NSWの管轄下にある。旧シティレールの路線のうち、シドニー近郊の路線を引き継ぐ形で2013年に設立された。
なお、旧シティレールの路線のうち、都市間連絡列車に関しては別会社NSWトレインリンクに引き継がれている。

## 概要
かつてニューサウスウェールズ州にて近郊輸送、また都市間連絡輸送を行っていた鉄道会社であるシティーレールの路線網のうち、近郊輸送路線を引き継いで運行している会社である。列車はすべてダブルデッカーで、動力分散方式の電車によって運行されている。

## 路線一覧
2019年4月現在、以下の路線が存在する。
| 路線番号 | 路線名                                                                           | 区間                                                            | 路線色 |
| -------- | -------------------------------------------------------------------------------- | --------------------------------------------------------------- | ------ |
| T1       | ノースショア・ノーザン&ウェスタン・ライン (North Shore, Northern & Western Line) | Berowra - Emu Plains・ Richmond間（Central経由）                |        |
| T2       | インナーウェスト&レッピントン・ライン (Inner West & Leppington Line)             | City Circle - Parramatta・Leppington間（Granville経由）         |        |
| T3       | バンクスタウン・ライン (Bankstown Line)                                          | City Circle - Liverpool・Lidcombe間（Bankstown・Sydenham経由）  |        |
| T4       | イースタン・サバーブズ&イラワラ・ライン (Eastern Suburbs & Illawarra Line)       | Bondi Junction - Waterfall・Cronulla間（Central経由）           |        |
| T5       | カンバーランド・ライン (Cumberland Line)                                         | Schofields - Leppington間                                       |        |
| T6       | カーリングフォード・ライン (Carlingford Line)                                    | Clyde - Carlingford間                                           |        |
| T7       | オリンピック・パーク・ライン (Olympic Park Line)                                 | Lidcombe - Olympic Park間                                       |        |
| T8       | エアポート&サウス・ライン (Airport & South Line)                                 | City Circle - Macarthur（Revesby・SydenhamもしくはAirport経由） |        |
| T9       | ノーザン・ライン (Northern Line)                                                 | Gordon - Hornsby間（Strathfield経由）                           |        |

## 車両

### 車両一覧
2019年の時点で以下の車両が在籍する。

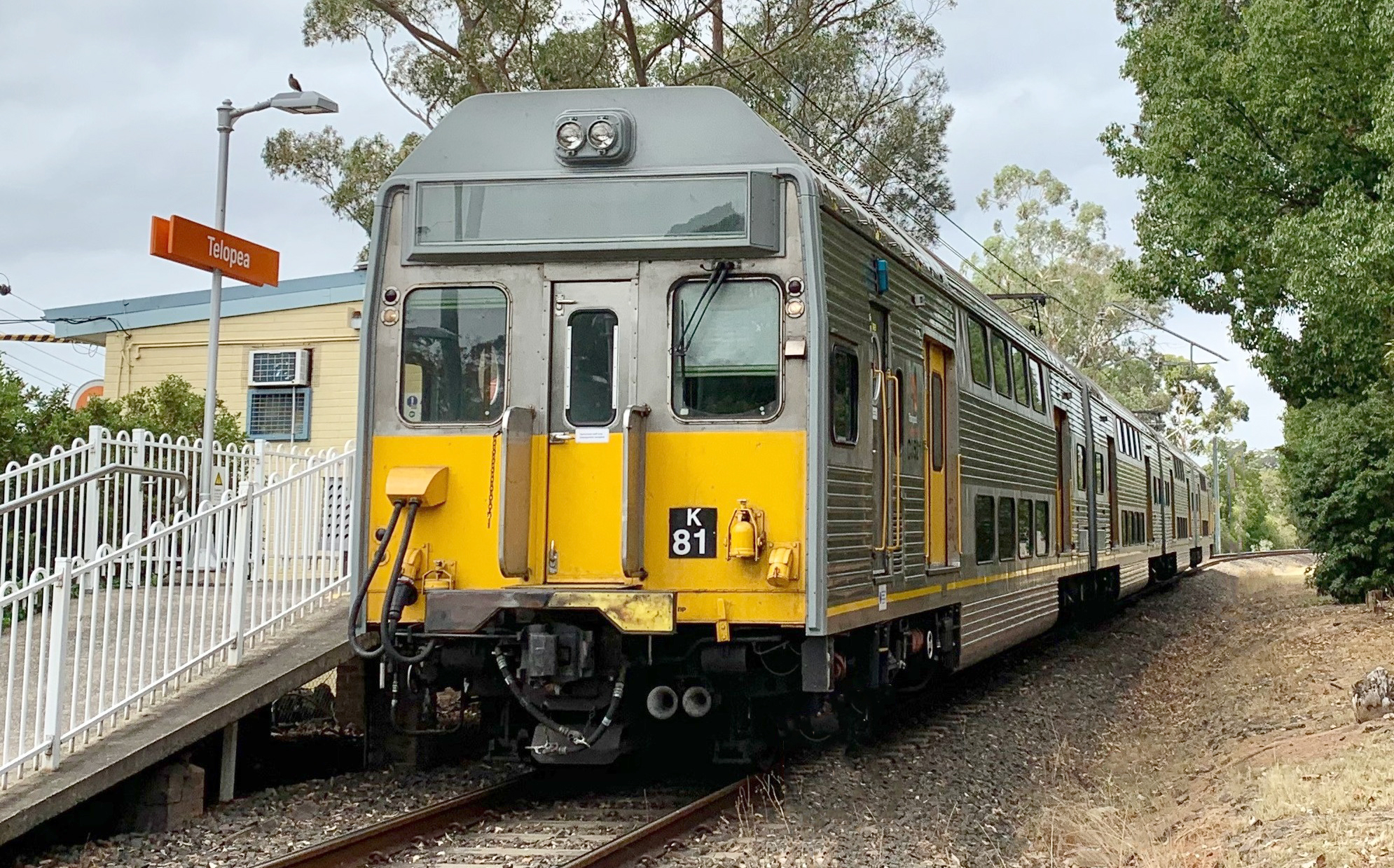
K形

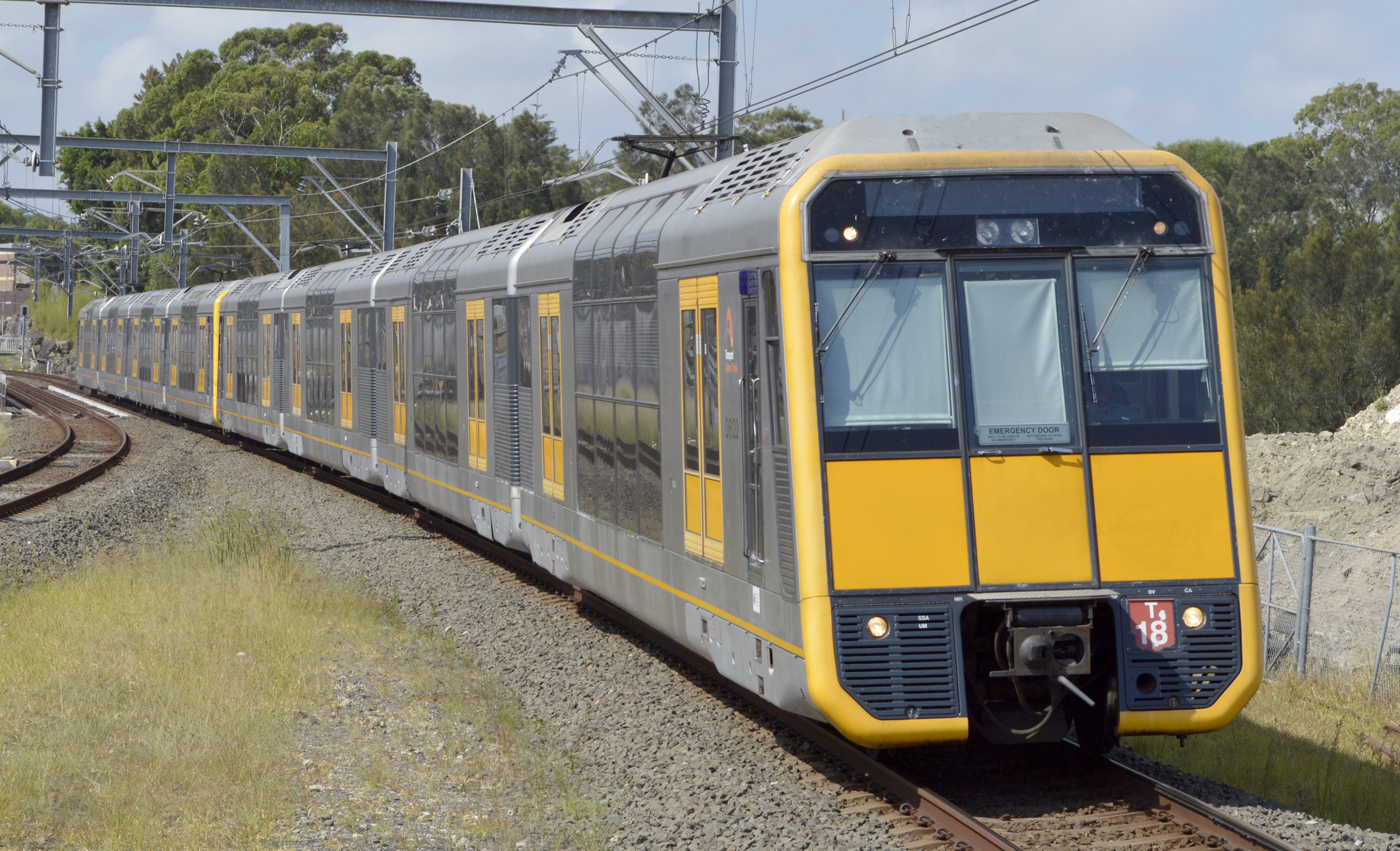
T形 "Tangara"（タンガラ）
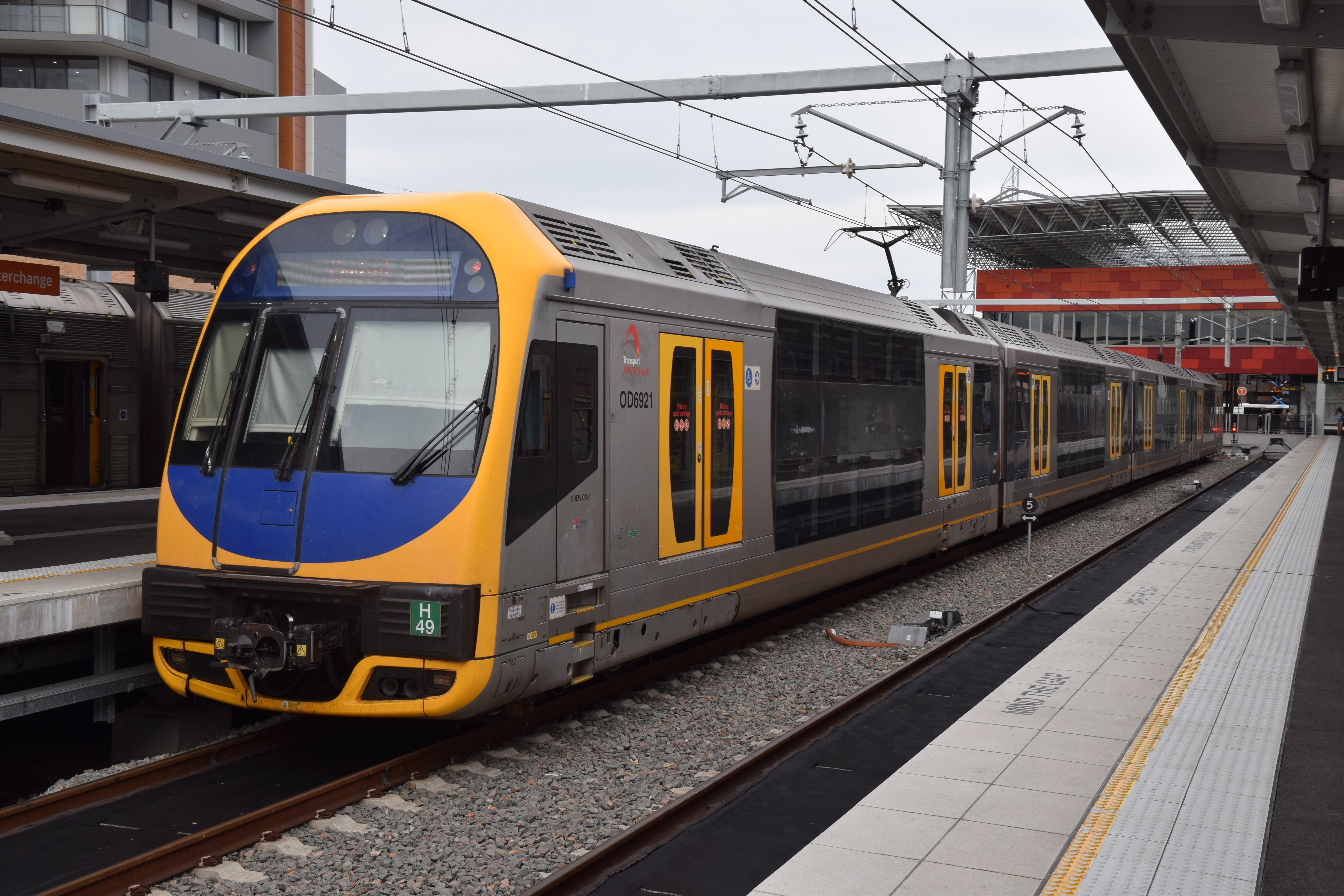
NSWトレインリンクH形電車
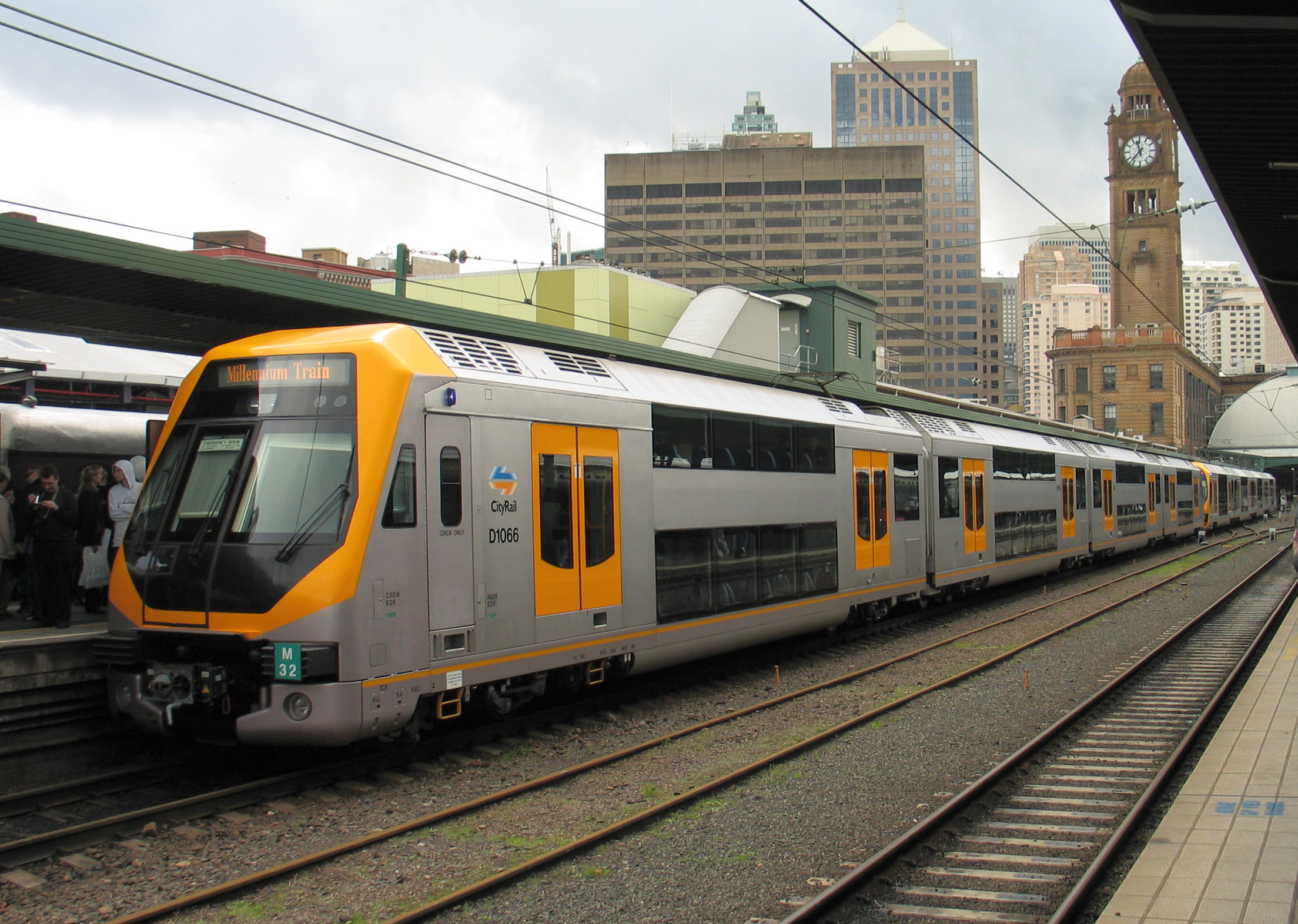
M形 "Millenium"（ミレニアム）
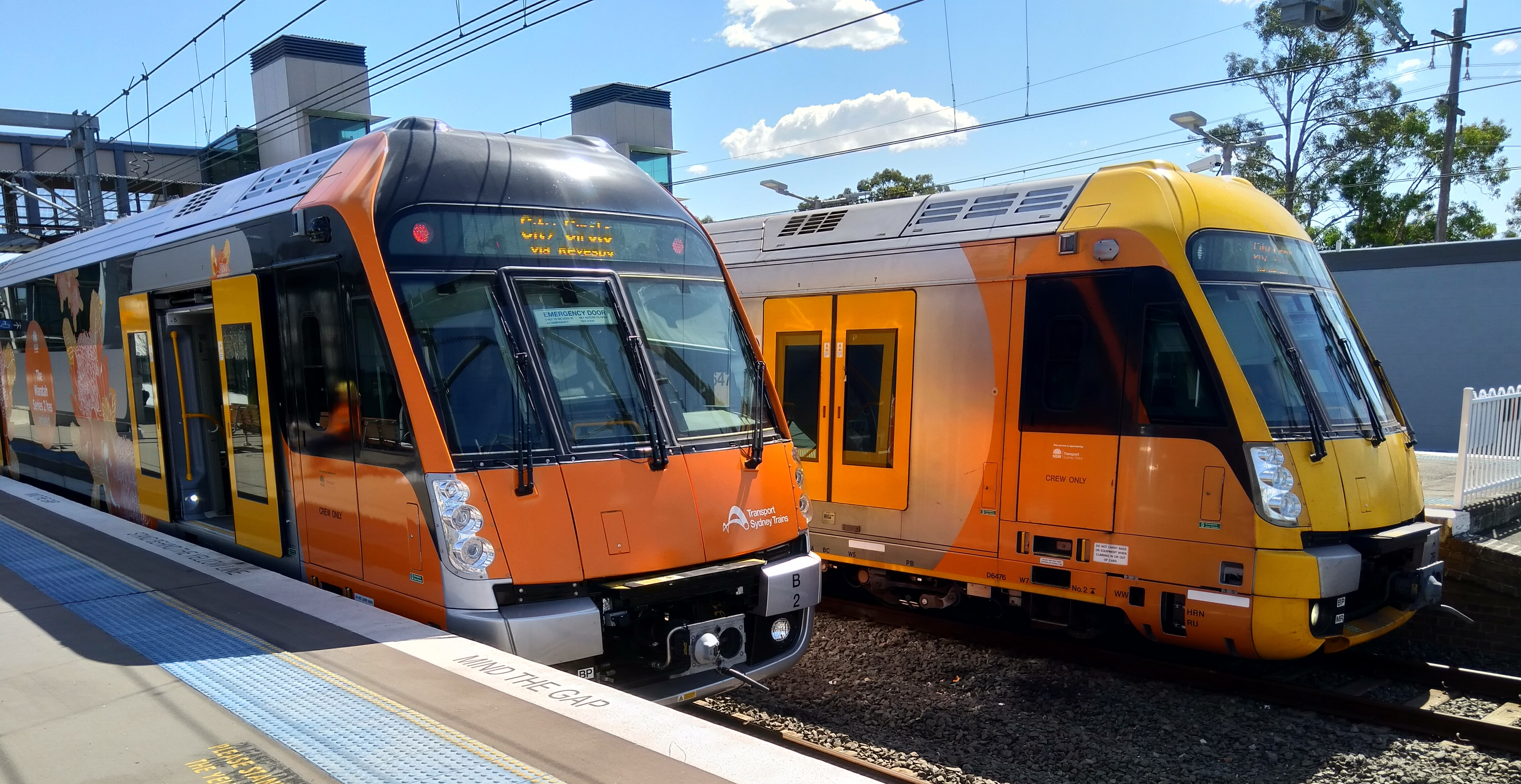
A形 "Waratah"（ワラタ）（右） B形 "Waratah"（ワラタ）（左）

### 車両基地
以下の車両基地 (Maintenance sector) が存在する。車両がどの車両基地に所属しているかは車両前面に掲示された編成札の地色にて判別できる（M形、A形、B形は除く）。
| 基地       | 路線                                                   | 編成札  | 車両               |
| ---------- | ------------------------------------------------------ | ------- | ------------------ |
| Mortdale   | T4                                                     | 赤      | T形                |
| Flemington | T2、T3、T6、T7、T8、NSWトレインリンク路線（V Setのみ） | 青      | S形、K形、C形、V形 |
| Hornsby    | T1、T9                                                 | 黒      | T形                |
| Eveleigh   | NSWトレインリンク路線                                  | 緑      | H形                |
| Auburn     | T1、T2 - T9                                            | ※札なし | A形、B形、M形      |

## 自動放送
駅自動放送にはTaylor Owensによる女声放送が使用されている。1980年代から1990年代にはGrant Goldmanによる男声放送が主に使用されており、2000年代に入っても一部駅では引き続き使用されていたが、2017年に使用されなくなった。